# D・イマーン
D・イマーン（D. Imman、1983年1月24日 - ）は、インドのタミル語映画で活動する作曲家、プレイバックシンガー。2002年に『Thamizhan』で音楽監督デビューし、これまでに100本以上の映画の作曲を手掛けている。国家映画賞、フィルムフェア賞 南インド映画部門、南インド国際映画賞、タミル・ナードゥ州映画賞、ヴィジャイ・アワード、エジソン賞、アーナンダ・ヴィカタン映画賞、ジー・シネ・アワード・タミルを受賞しており、トロント大学のタミル語講座アンバサダーも務めている。

## キャリア
15歳の時から映画音楽の仕事に従事し、マヘーシュ・マハデーヴァンやアーディティヤンに師事してキーボードの演奏技術を学んだ。同じころにテレビプロデューサーのクッティ・パドミニの目に留まり、『Krishnadasi』のテーマソングと背景音楽を任された。これをきっかけに『Kolangal』『Police Diary』『Mandhira Vaasal』の音楽を手掛けるようになり、さらにカールティク、ミーナ主演の『Kaadhale Swasam』の映画音楽を担当する機会を得た。その後、同作のアルバムに感銘を受けたG・ヴェンカテーシュワランに誘われて『Thamizhan』の音楽監督に起用された。
2003年には『Whistle』の作曲を手掛け、挿入歌の「Azhagiya Asura」は観客から人気を集めた。2004年にはスンダル・Cの『Giri』に参加し、挿入歌の「Dai Kaiyaa Vechukittu」が人気を集めた。プラブ・ソロモンの『Mynaa』でも映画音楽が高い評価を受け、映画の興行的な成功により、イマンにはより大きな企画のオファーがくるようになった。2012年と2014年には再びプラブ・ソロモンの『Kumki』『Kayal』に参加して高い評価を得ており、同時期にはスセーンティランの『Pandiya Naadu』『Jeeva』でも高い評価を得ている。2014年にはヴィジャイ主演の『ジッラ 修羅のシマ』の作曲を手掛けている。2019年にはアジット・クマール、ナヤンターラ主演の『永遠の絆』の作曲を手掛けた。このほか、シヴァカールティケーヤン主演の『Manam Kothi Paravai』『Varuthapadatha Valibar Sangam』『ラジニムルガン』『Seemaraja』『Namma Veettu Pillai』にも参加しており、2021年にはラジニカーント主演の『Annaatthe』の作曲を手掛けた。

## 受賞歴
| 年                                | 部門                                       | 作品                                                            | 結果       | 出典   |
| 栄誉賞                            | 栄誉賞                                     | 栄誉賞                                                          | 栄誉賞     | 栄誉賞 |
| --------------------------------- | ------------------------------------------ | --------------------------------------------------------------- | ---------- | ------ |
| 2021年                            | カライマーマニ賞                           | N/A                                                             | 受賞       | [ 10 ] |
| 国家映画賞                        |                                            |                                                                 |            |        |
| 2021年                            | 歌曲部門音楽監督賞                         | 『永遠の絆』                                                    | 受賞       | [ 11 ] |
| フィルムフェア賞 南インド映画部門 |                                            |                                                                 |            |        |
| 2013年                            | タミル語映画部門音楽監督賞                 | 『Kumki』                                                       | 受賞       | [ 12 ] |
| 2014年                            | タミル語映画部門音楽監督賞                 | 『Varuthapadatha Valibar Sangam』                               | ノミネート |        |
| 2018年                            | タミル語映画部門音楽アルバム賞             | 『Bogan』                                                       | ノミネート |        |
| 2022年                            | タミル語映画部門音楽アルバム賞             | 『Annaatthe』                                                   | ノミネート |        |
| 南インド国際映画賞                |                                            |                                                                 |            |        |
| 2013年                            | タミル語映画部門音楽監督賞                 | 『Kumki』                                                       | ノミネート |        |
| 2014年                            | タミル語映画部門音楽監督賞                 | 『Varuthapadatha Valibar Sangam』                               | ノミネート |        |
| 2015年                            | タミル語映画部門音楽監督賞                 | 『Rummy』                                                       | ノミネート |        |
| 2017年                            | タミル語映画部門男性プレイバックシンガー賞 | - 「Ennamma Ippadi Pannrengale Maa」 - 『ラジニムルガン』       | ノミネート |        |
| 2018年                            | タミル語映画部門音楽監督賞                 | 『Bogan』                                                       | ノミネート |        |
| 2023年                            | タミル語映画部門音楽監督賞                 | 『永遠の絆』                                                    | 受賞       | [ 13 ] |
| タミル・ナードゥ州映画賞          |                                            |                                                                 |            |        |
| 2012年                            | 音楽監督賞                                 | 『Kumki』                                                       | 受賞       | [ 14 ] |
| ヴィジャイ・アワード              |                                            |                                                                 |            |        |
| 2010年                            | 音楽監督賞                                 | 『Mynaa』                                                       | ノミネート |        |
| 2012年                            | 音楽監督賞                                 | 『Kumki』                                                       | 受賞       | [ 15 ] |
| 2012年                            | フェイバリット歌曲賞                       | - 「Sollitaley Ava Kaadhala」 - 『Kumki』                       | ノミネート | [ 15 ] |
| 2013年                            | フェイバリット歌曲賞                       | - 「Oootha Colouru Ribbon」 - 『Varuthapadatha Valibar Sangam』 | 受賞       | [ 16 ] |
| 2014年                            | 音楽監督賞                                 | 『ジッラ 修羅のシマ』                                           | ノミネート | [ 17 ] |
| 2014年                            | フェイバリット歌曲賞                       | - 「Koodamela Koodavechu」 - 『Rummy』                          | ノミネート | [ 17 ] |
| エジソン賞                        |                                            |                                                                 |            |        |
| 2012年                            | 音楽監督賞                                 | 『Kumki』                                                       | 受賞       |        |
| アーナンダ・ヴィカタン映画賞      |                                            |                                                                 |            |        |
| 2012年                            | 音楽監督賞                                 | 『Kumki』                                                       | 受賞       |        |
| ジー・シネ・アワード・タミル      |                                            |                                                                 |            |        |
| 2019年                            | フェイバリット音楽監督賞                   | 『永遠の絆』                                                    | 受賞       |        |